# José Lezama Lima

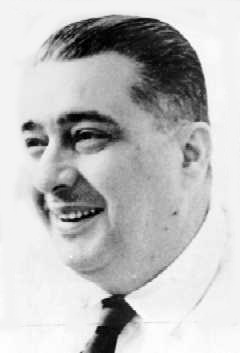
José Lezama Lima

José Lezama Lima (ur. 19 grudnia 1910 w Hawanie, zm. 9 sierpnia 1976 w Hawanie) – kubański poeta, prozaik i eseista.
Mimo iż niemal nie wyjeżdżał z Kuby (nie wypędziły go z rodzinnej wyspy nawet kolejne zawirowania polityczne), jest uważany za jednego z najbardziej wpływowych pisarzy w hiszpańskim kręgu językowym. Urodził się w rodzinie wojskowego, po śmierci ojca (1919) wychowywała go samotnie matka. Karierę literacką zaczynał od hermetycznych wierszy, w esejach bronił osiągnięć baroku (zwłaszcza hiszpańskiego).
Utwory Kubańczyka charakteryzuje niezwykłe bogactwo językowe. Za najwybitniejsze dzieło Lezamy Limy uchodzi wielowątkowa, autobiograficzna powieść Raj (Paradiso, 1966).  Raj nie daje się łatwo zakwalifikować gatunkowo – nie jest ani klasyczną powieścią, ani zbiorem esejów lub szkiców, ani też poematem prozą. To specyficzna saga rodzinna, w której traktat filozoficzny miesza się z opisami przyrody Kuby, a banalne codzienne sprawy z wysmakowanymi dowodami erudycji pisarza. Raj jest dziełem prozatorskim, jednak bogatym w metafory i pełnym poetyckiego rozmachu. Ze względu na występowanie wątków homoseksualnych publikacja Paradiso spotkała się z oporem komunistycznych władz Kuby, a samego Lezamo – który był orientacji homoseksualnej – postawiła w niepewnej sytuacji. Kontynuacją Raju jest niedokończony Oppiano Licario.

## Polskie przekłady
- Jaskółki i kraby (opowiadania)
- Nieosiągalne powraca (wybór poezji)
- Oppiano Licario
- Raj
- Wazy orfickie (szkice)